# You Have a Heart
You Have a Heart – singel belgijskich piosenkarzy Olivii (OT) i Regiego wydany 1 grudnia 2017 roku poprzez CNR Music Belgium.

## Autorstwo i historia wydania
Singel został wydany 1 grudnia 2017 roku. W 2018 roku powstała wersja akustyczna utworu, a także kilka remiksów.

## Odbiór komercyjny
Singel stał się przebojem na terenie Belgii. Zdecydowanie większą popularność osiągnął we Flandrii, gdzie dostał się na 3. pozycję notowania Ultratop 50 Singles. Znalazł się również na streamingowej belgijskiej listy Spotify: zdobył tam 19. miejsce w tygodniowym notowaniu oraz 16. w dziennym. Pojawił się również na liście iTunes w tym państwie.

## Listy utworów
| Digital download / media strumieniowe | Digital download / media strumieniowe | Digital download / media strumieniowe |
| Nr                                    | Tytuł utworu                          | Długość                               |
| ------------------------------------- | ------------------------------------- | ------------------------------------- |
| 1.                                    | „Summer Life”                         | 3:08                                  |

| Digital download / media strumieniowe ― wersja akustyczna | Digital download / media strumieniowe ― wersja akustyczna | Digital download / media strumieniowe ― wersja akustyczna |
| Nr                                                        | Tytuł utworu                                              | Długość                                                   |
| --------------------------------------------------------- | --------------------------------------------------------- | --------------------------------------------------------- |
| 1.                                                        | „Summer Life” (wersja akustyczna)                         | 3:10                                                      |

| Digital download / media strumieniowe ― Sem Thomasson Remix | Digital download / media strumieniowe ― Sem Thomasson Remix | Digital download / media strumieniowe ― Sem Thomasson Remix |
| Nr                                                          | Tytuł utworu                                                | Długość                                                     |
| ----------------------------------------------------------- | ----------------------------------------------------------- | ----------------------------------------------------------- |
| 1.                                                          | „Summer Life” (Sem Thomasson Remix)                         | 3:10                                                        |

| Digital download / media strumieniowe ― Gregor Potter & Brieuc Remix | Digital download / media strumieniowe ― Gregor Potter & Brieuc Remix | Digital download / media strumieniowe ― Gregor Potter & Brieuc Remix |
| Nr                                                                   | Tytuł utworu                                                         | Długość                                                              |
| -------------------------------------------------------------------- | -------------------------------------------------------------------- | -------------------------------------------------------------------- |
| 1.                                                                   | „Summer Life” (Gregor Potter & Brieuc Remix)                         | 2:53                                                                 |

## Teledysk
Do utworu powstał teledysk tekstowy opublikowany w dniu wydania singla. Do lipca 2021 roku został on wyświetlony ponad pół miliona razy.

## Notowania
| Terytorium | Notowanie                      | Pozycja | Źr.   |
| ---------- | ------------------------------ | ------- | ----- |
| Belgia     | Ultratop 50 Singles (Flandria) | 3       | [ 5 ] |
| Belgia     | Ultratop 50 Singles (Walonia)  | –       | [ 9 ] |

| Terytorium | Notowanie                           | Pozycja | Źr.    |
| ---------- | ----------------------------------- | ------- | ------ |
| Belgia     | Ultratop Jaaroverzichten (Flandria) | 48      | [ 10 ] |

## Historia wydania
| Obszar     | Data             | Format                      | Wersja                       | Wytwórnia           | Źr.   |
| ---------- | ---------------- | --------------------------- | ---------------------------- | ------------------- | ----- |
| Cały świat | 16 lutego 2018   | digital download, streaming | Gregor Potter & Brieuc Remix | Mostiko (CNR Music) | [ 4 ] |
| Cały świat | 2 lutego 2018    | digital download, streaming | Sem Thomasson Remix          | CNR Music           | [ 3 ] |
| Cały świat | 22 stycznia 2018 | digital download, streaming | wersja akustyczna            | CNR Music           | [ 2 ] |
| Cały świat | 1 grudnia 2017   | digital download, streaming | oryginał                     | CNR Music           | [ 1 ] |